# Бульвар Периферік

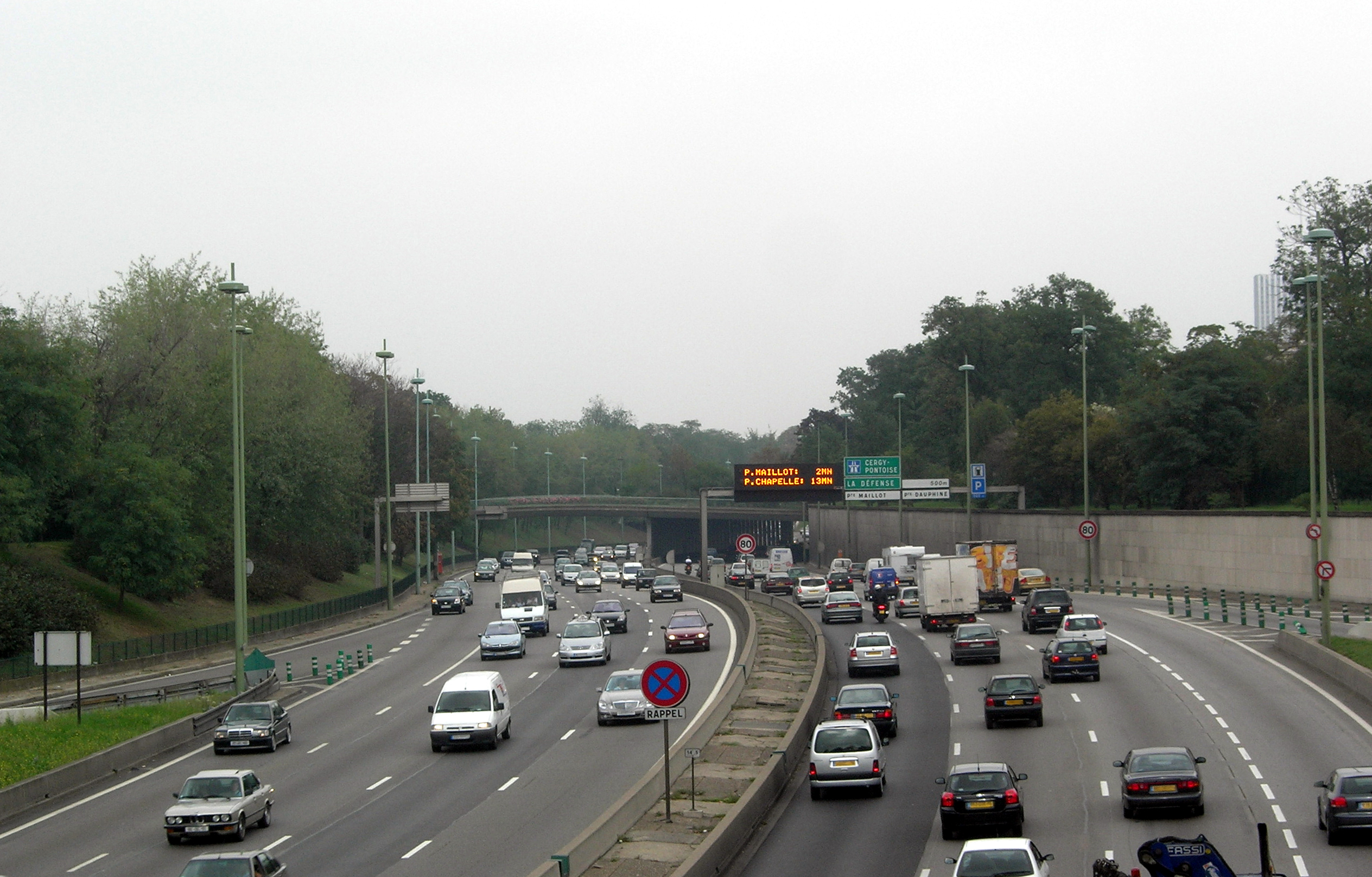
Бульвар Периферік

Бульвар Периферік, Паризька окружна дорога (фр. Boulevard périphérique de Paris) — автомобільна траса в Парижі, кільцева автомобільна дорога завдовжки 35 кілометрів 40 метрів.

## Історія
Будівництво дороги почалося в 1958 р. і завершилось в 1973 р., в період президентства Жоржа Помпіду.

## Статистика
- рух у 2002: понад 1 мільйона транспортних засобів на день (89 % — легкові автомобілі , 7 % — вантажівки, 4 % — мотоцикли).
- 25 % усього автомобільного руху в Парижі .
- довжина середньої поїздки: 7 км (4.5 милі).
- середня швидкість в робочі дні: 43 км/год (26 миль на годину).
- обмеження швидкості : 80 км/год (50 миль на годину).
- повна довжина дороги: 35.04 км.